# Административно деление на Сърбия
Административно-териториалното деление на Република Сърбия е уредено от:
- постановление на правителството от 29 януари 1992 година и
- Закона за териториалната организация, приет на 27 декември 2007 г.[1]

Постановлението от 1992 г. регламентира днешните окръзи и приравнената на тях административно-териториална единица Град Белград, а законът от 2007 г. – общините, приравнените на тях административно-териториални единици „градове“ и Град Белград.
Поради въведеното понятие „град“ със значение на административно-териториална единица (приравнена на окръг – за столицата, или на община) за избягване на двусмислие градовете (населени места) са наричани с термина на сръбски: градско насеље (тоест „градско селище“), което обаче се ползва и за обособени части от градове като квартали, жилищни комплекси и др.

## Автономни области
В състава на Сърбия са обособени 2 автономни области (края, покраини). Терминът на сръбски: аутономна покрајина следва да се преведе като „автономен край“, но на български преобладава употребата на „автономна област“ (аутономна област), който термин е използван само за региона Косово и Метохия до 1963 г. Автономните области са:
- Автономна област Войводина и
- Автономна област Косово и Метохия (непризната от Сърбия и ООН за независима държава Косово).

Остатъкът от територията на страната е наричан Централна Сърбия. Понятието е използвано за статистически цели (като наименование и обхват) до въвеждането на термина „статистически региони“ през 2009 г.

## Административни единици
Административното деление на Сърбия включва следните административно-териториални единици:
- на окръжно ниво: 29 окръга, 1 град (окръг);
- на общинско ниво: 150 общини, 23 града (общини);
- на градско ниво: 33 градски общини.

### Общини
Общината (ср.: општина) е традиционната административно-териториална единица с местно самоуправление. Включва няколко населени места, често има град за общински център. Общината обикновено има население над 10 хил. души. На местни избори се избира общински съвет, който отговаря за управлението на общината. Има свой бюджет.

### Градове (общини)
(Не бива да се бъркат с понятието „градски общини“, използвано за съставни части от общини на големи градове.)

Градът със статут на община (ср.: град), тук наречен накратко „град (община)“, е административно-териториална единица, създадена и наименувана по подобие на столичния регион (който обаче има статут на окръг). Включва няколко населени места, има град за общински център, който обикновено е и окръжен център. Градът (община) често има население над 100 хил. души. Избира се местен съвет, както в общината. Има кмет (ср.: градоначелник) за разлика от обикновената община, където така наричат неофициално председателя на общинския съвет. Такива са следните общини:
- Град Валево,
- Град Враня,
- Град Вършац,
- Град Зайчар,
- Град Зренянин,
- Град Кикинда,
- Град Крагуевац,
- Град Кралево,
- Град Крушевац,
- Град Лесковац,
- Град Лозница,
- Град Ниш,
- Град Нови пазар,
- Град Нови Сад,
- Град Панчево,
- Град Пирот,
- Град Пожаревац,
- Град Прищина,
- Град Смедерево,
- Град Сомбор,
- Град Сремска Митровица,
- Град Суботица,
- Град Ужице,
- Град Чачак,
- Град Шабац,
- Град Ягодина.

### Окръзи
Окръгът (ср.: округ от 1992; управни округ от 2006 г.) е административно-териториална единица за осъществяване на държавно управление по региони и провеждане на регионална политика. Включва по няколко общини и (обикновено) само 1 град (община) – най-често на окръжния център. В окръга, за разлика от общините и приравнените на тях градове (общини), не се избира местен съвет.
Републиканската служба за статистика ползва термина „област“ вместо „окръг“ – например „Пиротска област“ вм. „Пиротски окръг“, а за столичната единица дава дублетна форма: „Белградска област (Град Белград)“

### Град (окръг)
Град със статут на окръг, тук наречен накратко „град (окръг)“, е само административно-териториалната единица Град Белград. Включва 17 „градски общини“, всяка с части от Белград и/или и с населени места (градове и села). Столичният регион, за разлика от окръзите (макар че е приравнен на окръг поради голямото си население), има свои местни органи на самоуправление подобно на градовете (общини).

### Градски общини
Градовете (с прилежащите населени места) със статут на окръг/община могат да се делят на (съставни) градски общини. Наричани са „градски общини“ (ср.: градске општине) понеже обхващат градски зони, а според състава им (с части от основния град и други градове и/или села) могат да бъдат разглеждани като градски, полуградски и др. Градски общини има в:
- Град Белград (17 бр.),
- Град Враня (2 бр.),
- Град Крагуевац (5 бр.),
- Град Ниш (5 бр.),
- Град Нови Сад (2 бр.),
- Град Пожаревац (2 бр.)

## Статистически региони
Статистическите региони/райони (ср.: статистички региони) на Сърбия според „Номенклатурата за статистически териториални единици“ (NUTS) са обособени с цел статистическо отчитане на териториалните единици съгласно изискванията на Евростат – статистическата агенция на Евросъюза (макар че страната дори не е започнала преговори за присъединяване към ЕС). По-едрите от тях са:
- ниво NUTS 1 (2 бр.): Сърбия – север (Войводина, Град Белград), Сърбия – юг (Централна Сърбия, Косово и Метохия);
- ниво NUTS 2 (5 бр.): Град Белград, Войводина, Шумадия и Западна Сърбия, Южна и Източна Сърбия, Косово и Метохия.

Тези статистически райони не представляват административно-териториални единици.